# Diaprograpta hirsti
Espèce
Diaprograpta hirsti est une espèce d'araignées aranéomorphes de la famille des Miturgidae.

## Distribution
Cette espèce est endémique d'Australie-Méridionale. Elle se rencontre à Gum Lagoon.

## Description
Le mâle holotype mesure 5,2 mm.

## Étymologie
Cette espèce est nommée en l'honneur de David B. Hirst.

## Publication originale
- Raven, 2009 : Revisions of Australian ground-hunting spiders: IV. The spider subfamily Diaprograptinae subfam. nov. (Araneomorphae: Miturgidae). Zootaxa, no 2035, p. 1-40.